# Пеутлинг, Александр Александрович
Барон Александр Александрович Пеутлинг (нем. Alexander von Peutling; 1739—1795) — русский государственный деятель, генерал-губернатор Уфимского и Симбирского наместничеств (1792—1794), правитель Выборгского наместничества (1785).

## Биография
Барон фон Пеутлинг (нем. Freiherr von Peutling) родился в 1739 году в семье генерал-майора Александра Александровича Пеутлинга (нем. Alexander Magnus von Peutling) и его супруги Доротеи Елены фон Фрейманн (нем. Dorothea Helene von Freymann). 
В 1750 году в возрасте 11 лет поступил на военную службу прапорщиком Выборгского пехотного полка, участвовал в боевых действиях Семилетней войны 1756—1763 годов и первой Русско-турецкой войны (1768—1774), 19 августа 1757 года сражался при Гросс-Егерсдорфе (Gros-Jagersdorf), 12 августа 1759 года — при Кунерсдорфе (Kunersdorf), 7 июля 1770 года — при Ларге, 1 августа 1770 года — при Кагуле и 19 июля 1774 года — при Тульче. В 1770 году — премьер-майор, в 1771 году — подполковник 4-го гренадерского полка, в 1777 году — полковник, 28 июня 1783 года — генерал-майор, служил в составе Кавказского корпуса. 
В 1785 году занял пост правителя Выборгского наместничества и гражданского губернатора Выборга, в том же году определён правителем Уфимского наместничества, 25 марта 1791 года — генерал-поручик. 
С 7 ноября 1792 года по 1 ноября 1794 года — Симбирский и Уфимский генерал-губернатор (фактически исправлял эту должность с 7 декабря 1789 года, когда генерал-губернатор барон Осип Андреевич Игельстром (нем. Otto Heinrich von Igelstrom) (1737-—1823) отбыл на войну со шведами) и начальник Оренбургского полевого корпуса. Выступал сторонником жёсткой колониальной политики. В 1791 году организовал выборы хана Малой Орды Ералы, а после его смерти в 1794 году передал управление Ханскому совету, вследствие чего на укрепления Уральской линии участились набеги мятежных казахов Сырыма Датова. 7 ноября 1794 года вышел в отставку. 
Скончался А. А. Пеутлинг в 1795 году в Уфе и был похоронен на Успенском кладбище, могила не сохранилась, возможно была уничтожена при постройке каменной Успенской церкви на современной Коммунистической улице. На месте храма и могилы А. А. Пеутлинга возвели дом старых большевиков (ныне Коммунистическая, 75).

## Семья
Был женат на Анне Петровне Пеутлинг (нем. Anne von Peutling), от которой имел семерых детей, в том числе: 
- Пётр Александрович Пеутлинг (1785—1825), надворный советник, прокурор Оренбургской межевой контрольной комиссии[1], супруга — Авдотья Дмитриевна, дочери: Анна, Наталья и Александра Петровна, которая вышла замуж за коллежского советника Петра Николаевича Пекарского[3].
- Карл Александрович Пеутлинг, коллежский асессор, прокурор верхней расправы в Уфе[3].
- Андрей Александрович Пеутлинг, служил с 1807 года, действительный статский советник (1835), Екатеринославский губернатор (1837—1847).

## Награды
Награждён орденами Святого Георгия 4-й степени (12 мая 1771 года) и Святого Владимира 3-й степени (1791 год). 

## Имения
На 1785 год имел дом в Казани. Оказавшись в Уфе А. А. Пеутлинг сразу начинает покупать землю, возводит усадьбу в Миловке, но в 1795 году Миловку продаёт, с этого времени главной усадьбой становится Александровка за речкой Агиш. По сведениям Генерального межевания в начале XIX столетия за генерал-порутчицей Анной Петровной Пеутлинговой числилось единственное сельцо Отрада.